# Kalliapseudes longisetosus
Kalliapseudes longisetosus is een naaldkreeftjessoort uit de familie van de Kalliapseudidae. De wetenschappelijke naam van de soort is voor het eerst geldig gepubliceerd in 2007 door Drumm.